# Sven-David Sandström
Pour les articles homonymes, voir Sandström.
Sven-David Ingmar Sandström (né le 30 octobre 1942 à Motala et mort le 10 juin 2019 à Stockholm) est un compositeur suédois de musique classique contemporaine.

## Biographie
De 1968 à 1972, Sven-David Sandström a étudié la composition à l'École royale supérieure de musique de Stockholm avec Ingvar Lidholm, et a été très influencé par des professeurs tels que György Ligeti et Per Nørgård. Puis, de 1985 à 1995, il a été, à son tour, professeur à l'École royale supérieure de musique de Stockholm. Depuis 1999, il est professeur de composition à la School of Music de l'université de l'Indiana à Bloomington aux États-Unis.

### Parcours musical
Sven-David Sandström a percé dans le domaine de la musique classique contemporaine lorsqu’en 1974 le Concertgebouw Orchestra d’Amsterdam joua Through and through. Depuis ce début de reconnaissance de son œuvre, il a composé un nombre important de pièces, dans différents genres ainsi que pour différents types de formation (instruments seuls, orchestre, chœur). Une telle production explique pourquoi, au cours de sa carrière, son travail a connu plusieurs phases. Toutefois, la musique chorale tient une place importante chez lui ; il a été membre d’un chœur pendant près de vingt ans. De cet amour pour le chant sont issues certaines de ses œuvres les plus connues : A cradle song/The tyger, De ur alla minnen fallna – Missa da requiem et Grande Messe.
Durant les années 1980, il a écrit beaucoup d’œuvres pour la scène. Il a, de fait, collaboré plusieurs fois avec le chorégraphe suédois Per Jonsson (sv). Il a aussi travaillé avec le Kroumata Percussion Ensemble pendant plus de vingt ans, et a donc composé plusieurs œuvres pour percussion. C’est pendant cette période qu’il a de nouveau changé d’orientation musicale en composant des œuvres d’inspiration néoromantique, telles que le Concerto pour violoncelle et le Concerto pour piano. L’une de ses grandes œuvres la plus récente est la Grande Messe d’une durée de 90 minutes qui présente, en quelque sorte, une synthèse des idées créatives du compositeur.

## Œuvres principales
- Through and Through (1972)
- Culminations for Orchestra (1976)
- A cradle song / The tyger (1978)
- Requiem De ur alla minnen fallna (1979)
- Drums (1980)
- Den elfte gryningen (1988)
- Concerto pour violoncelle (1988)
- Concerto pour piano (1990)
- Grande messe (1994)
- Kroumata pieces (1995)
- Oratorio Moïse (1997)
- Staden (1997)

## Récompenses
- Christ Johnson Prize en 1974, pour l’œuvre Through and through
- Nordic Council Award en 1984, pour l’œuvre Missa da Requiem
- Buxtehude Award en 1987
- Christ Johnson Major Award en 1995, pour l’œuvre Grande Messe